# 光叶轴脉蕨
光叶轴脉蕨（学名：Ctenitopsis sagenioides var. glabrescens）为叉蕨科轴脉蕨属下的一个变种。